# Arsenij Kocák
Arsenij Kocák, světské jméno Oleksij Kocák (14. března 1737 Bukovce – 12. dubna 1800 Mukačevo) byl řeckokatolický kněz, bazilián a filolog. Je považován za autora první mluvnice rusínského jazyka.

## Život
Narodil se v Bukovcích (okres Stropkov); jeho otec byl kněz. Studoval v Prešově a v Sárospataku. Filozofii studoval v Košicích. Kvůli nemoci studia přerušil a vstoupil do monastýru Sestoupení Ducha svatého řeckokatolické církve u obce Krásny Brod v okrese Medzilaborce. V roce 1759 byl jmenován jáhnem monastýru svatého Mikuláše v Mukačevu. V roce 1763 byl vysvěcen na kněze. V roce 1767 promoval na teologické fakultě košické univerzity a získal titul doktora teologie. V monastýru v Krásném Brodě studoval filozofii a tam spolu se svým bratrem Andrejem vstoupil do řádu svatého Basila Velikého, kde přijal mnišské jméno Arsenij. Poté vyučoval na bohosloveckých školách v Podkarpatí a na Prešovsku. V 80. a 90. letech 18. století byl igumenem v monastýru Buková Hôrka u obce Bukovce, kde se narodil. Přitom vyučoval bohosloví v monastýru v Krásném Brodě. V roce 1798 těžce onemocněl a odešel na odpočinek do mukačevského monastýru, kde později umřel.

## Dílo
Pro studenty podkarpatských řeckokatolických teologických škol napsal několik učebnic gramatiky, která vycházely z tehdejších učebnic latinského jazyka a gramatiky církevněslovanského jazyka od Meletia Smotryckého. Z jeho díla se zachovalo více než třicet rukopisů knih v církevní slovanštině a latině; většina jeho děl je filozofického a teologického rázu, některé knihy mají rozsah 400-600 stran. Zajímavostí je, že za jeho života nevyšlo žádné z jeho děl tiskem. .